# Lista de bairros de Taubaté
O município de Taubaté tem a divisão urbana conforme a sua característica geográfica e a determinação da infraestrutura rodoferroviária existente. A região sul está localizada "acima" da Rodovia Presidente Dutra, chamada de "parte alta". Os bairros ao norte abaixo da linha férrea na área de várzea  é conhecida como "parte baixa". O eixo central no sentido leste/oeste, entre a Rodovia Presidente Dutra e a linha férrea, é a "parte central" da cidade.
| PARTE CENTRAL - Alto São João - Bom Conselho - Central Parque - Centro - Chafariz - Chácara Dr. Hipólito - Chácara Pastorelli - Conjunto Urupês - Distrito Industrial do Una I - Gurilândia - Independência - Jaboticabeiras - Jardim Ana Emília - Jardim Ana Rosa - Jardim Eulália - Jardim Humaitá - Jardim Mansur - Jardim Marajoara - Jardim Maria Augusta - Jardim Russi - Jardim Santa Clara - Jardim Santa Cruz - Jardim das Nações - Jardim de Alá - Jardim do Sol - Jardim dos Pássaros - Loteamento Bardan - Parque Paduan - Parque Taubatéguassu - Residencial Sítio Santo Antônio - Residencial Vale dos Príncipes - Santa Luzia - Shalom - Vila Olímpia - Vila Paulista - Vila São Carlos - Vila São José BAIRROS RURAIS - Baracéia - Barreiro Rural - Borba - Caieiras - Carapeva - Constroem - Mangalot - Monjolinho - Paiol - Pedra Grande - Pedra Negra - Piedade - Pinheirinho - Pouso Frio - Registro - Remédios - Rocinha - Santa Luzia Rural - Sete Voltas - Vila Velha | PARTE BAIXA - Água Quente - Areão - Barranco - Chácara do Visconde - Emecal - Esplanada Santa Terezinha - Estiva - Granja Daniel - Granville - Jair Freire - Jaraguá Novo - Jaraguá Velho - Jardim Boa Vista - Jardim Califórnia - Jardim Canuto Borges - Jardim Garcez - Jardim Morumbi - Jardim Mourisco - Jardim Resende - Jardim Santa Catarina - Jardim Santa Inês - Jardim Santa Isabel - Monção - Parque Aeroporto - Parque Bandeirantes - Parque Ipanema - Parque Mauá - Parque Piratininga - Parque Planalto - Parque Sabará - Parque São Cristóvão - Parque São Luís - Rancho Grande - Vila Aparecida - Vila Albina - Vila das Graças - Vila Marli - Vila Nogueira - Vila Prosperidade - Vila São Geraldo - Abaeté - Jardim Bela Vista - Bonfim - Bosque Flamboyant - CECAP - Chácara Florida - Distrito Industrial do Piracancaguá - Esplanada Independência - Greenpark - Jardim das Indústrias - Jardim Marieta - Jardim Oásis - Jardim Primavera - Jardim Santa Teresa - Ouroville - Portal da Mantiqueira - Quiririm - Residencial Novo Horizonte - San Marco - Santa Fé - Taubaté Village - Vila Costa - Vila Edmundo | PARTE ALTA - Alto do Cristo - Alto São Pedro - Barreiro - Belém - Campos Elíseos - Cataguá - Cataguá Way - Chácara Belo Horizonte - Chácara Dallas - Chácaras Reunidas Brasil - Cidade de Deus - Cidade Jardim - Dalla Rosa - Estoril - Fonte Imaculada - Imaculada - Jardim América - Jardim Bela Vista - Jardim Continental I - Jardim Continental II - Jardim Hípica Pinheiro - Jardim Julieta - Jardim Paulista - Granja Bela Vista - Marlene Miranda - Montebelo - Morada do Vale - Morada dos Nobres - Quinta das Frutas - Quinta dos Eucaliptos - Residencial Colinas - Residencial Paraíso - São Gonçalo - Vila Regedor - Bosque da Saúde - Chácara São Judas - Chácara Silvestre - Itaim - Parque Três Marias - Terra Nova - Distrito Industrial do Una II |